# Tmesisternus persimilis
Tmesisternus persimilis är en skalbaggsart som beskrevs av Stefan von Breuning 1968. Tmesisternus persimilis ingår i släktet Tmesisternus och familjen långhorningar. Inga underarter finns listade i Catalogue of Life.